# ذهبان (الرجم)
ذهبان هي إحدى قرى عزلة الروحاني بمديرية الرجم التابعة لمحافظة المحويت، بلغ تعداد سكانها 652 نسمة حسب تعداد اليمن لعام 2004.